# 日高亀市
日高 亀市（ひだか かめいち、1845年3月11日（弘化2年2月4日） - 1917年（大正6年）10月23日）は、明治期の日本の実業家、漁業技術改良者。明治期の日本水産業界に革命を起こし、巨万の富を築くとともに地域社会に貢献した功績が讃えられ、「ブリ大尽」と呼ばれた。

## 経歴
1845年3月11日（弘化2年2月4日）、日向国臼杵郡赤水村（現在の宮崎県延岡市赤水）の網元、日高喜右衛門為康の四男として生まれる（日高家は、寛永年間に紀伊国から日向国細島に移住した日高為明の末裔といわれる）。当時の赤水村近辺はイワシやアジを中心に漁業が盛んであったうえ、イワシを追ったブリの大群も押し寄せる良港であり、その様子は海面が赤みを帯びるほどだったという。とはいえ、漁師たちは従来の一本釣り漁法に頼るしかないなか、効率的に捕獲すべく亀市の父、喜右衛門は刺網の改良に着手。だが、大型のブリに刺網を用いることは困難だった。
1874年（明治7年）、喜右衛門と亀市は、考案した沖取追込網によりイワシ魚群の大量捕獲に成功。この成功を機に、ブリの大量捕獲をめざしたが、まもなく喜右衛門が他界し、亀市がその遺志を継ぐこととなる。翌1875年（明治8年）、亀市は「ブリ沖廻刺網」を完成させ、一度に3000尾ものブリの捕獲に成功。週に5万尾ものブリを捕獲することもあったという。しかし、この漁法が地域の漁師たちに広まった結果、ブリの回遊量が減るとともに過剰操業が祟った赤水湾は不漁となり、1884年（明治17年）には廃業へと追い込まれる。
1891年（明治24年）から亀市は東京の大日本水産会水産伝習所（東京海洋大学の前身の一つ）を卒業した長男・栄三郎とともに「大敷網」の研究に取り組み、失敗を重ねた末、1892年2月29日、ついに一網3500尾の漁獲に成功。翌日には6000尾、その翌日には5000尾とこの大漁が漁期の終わりまで続いた。亀市の開発したこの網は「日高式大敷網」と呼ばれ、身網を麻製にして規模を大きくしたのが最大の特徴であり、「水産界の革命」と呼ばれて全国的に普及。これにより、近代定置網漁業発展の基礎が築かれた。
1894年（明治27年）の漁期には36万尾の漁獲高を記録。しかし、再び模倣がはじまり、1900年代には一漁期に5 - 6万尾にまで減少してしまう。そこで亀市はさらなる網の改良を図り、1910年（明治43年）には新たに「ブリ大謀網」を考案。漁期を通して18万2000尾のブリの水揚げに成功。以来、赤水の加工場から関西方面へ送り出されるブリの数は年を追うごとに増え、亀市は「ブリ大尽」と呼ばれるほどの莫大な富を築く。なお、ブリ大謀網は1909年（明治42年）にイギリス・ロンドンで開かれた日英博覧会にも出品されて見事1等賞を獲得し、実用新案の認定も得た。
1914年（大正3年）、70万尾／80万円（当時の宮崎県の歳出予算129万円）の漁獲高を達成。この成功によって、「ブリ御殿」を新築し、栄三郎は多額納税者議員として貴族院議員に選出された。また、ブリの豊漁は近隣の漁民たちの生活を豊かにするとともに、亀市自身も財産を地域社会に還元。道路や灯台を建設し、村民たちに慕われながら1917年（大正6年）に72年の生涯に幕を下ろす。死後、湾を見下ろす台地に石像が建てられる。

## 人物
ブリ漁最盛期のころ、亀市は赤水湾を一目で見渡せる「ブリ見山」に上り、沖を泳ぐブリの大群の動きを長年の経験で監視しながら、眼下の各漁船に対して追い込みのタイミングや展開を手旗で合図していた。晩年は毎日のように往復2時間近くかかるブリ見山までの道を人力車に揺られて上り、海を見つめていたという。

## 関連する施設
- 日高家住宅（ブリ御殿） - 宮崎県延岡市赤水町526。ブリ漁で築いた富を投じて建築された27LDKの大邸宅。2016年（平成28年）に延岡市の有形文化財に指定[4]、2023年（令和5年）には国の重要文化財に指定された[5][6]。
- 日高亀市銅像 - 宮崎県延岡市妙見町、三松緑地[3]。
- ブリ見山 - 宮崎県延岡市赤水町。亀市が回遊するブリの魚群を監視した山。
- 日高亀市墓所 - 宮崎県延岡市鯛名町、名水小学校そば。